# Hamfelde (Stormarn)
Hamfelde er en kommune og by i det nordlige Tyskland, beliggende i Amt Trittau under Kreis Stormarn. Kreis Stormarn ligger i den sydøstlige del af delstaten Slesvig-Holsten.

## Geografi
Hamfelde ligger omkring 27 kilometer øst for Hamborg, ved floden Bille, over for Hamfelde i Lauenburg på den modsatte bred.